# ایان اوت
ایان اوت (انگلیسی: Ian Evatt؛ زادهٔ ۱۹ نوامبر ۱۹۸۱) بازیکن فوتبال اهل بریتانیا است.
از باشگاه‌هایی که در آن بازی کرده‌است می‌توان به باشگاه فوتبال دربی کانتی، باشگاه فوتبال کویینز پارک رنجرز، باشگاه فوتبال بلکپول، باشگاه فوتبال چسترفیلد، و باشگاه فوتبال نورث‌همپتون تاون اشاره کرد.